# 1,1,2-Trichlor-1,2,2-trifluorethan
1,1,2-Trichlor-1,2,2-trifluorethan (TCTFE) ist eine organische Verbindung aus der Gruppe der FCKW (LHKW), die in Form einer farblosen Flüssigkeit auftritt.

## Eigenschaften
1,1,2-Trichlor-1,2,2-trifluorethan ist eine farblose, süßlich riechende Flüssigkeit, welche schwer löslich in Wasser ist. Die Dämpfe von 1,1,2-Trichlor-1,2,2-trifluorethan sind viel schwerer (6,5 mal so schwer) als Luft.

## Verwendung
Früher fand 1,1,2-Trichlor-1,2,2-trifluorethan als Kältemittel und in den 1960er Jahren als Reinigungsmittel (Pflegesymbol eingekreistes F) für empfindliche Stoffe Verwendung. Seit dem Verbot von FCKWs als Kältemittel wird es nur noch im Labor bei der Analyse von Mineralölen oder Zuckern eingesetzt. In der Gaschromatographie mit Flammenionisationsdetektor von – zur Verbesserung der Flüchtigkeit – silylierten Verbindungen wird es als Zusatz zugegeben, um die Bildung von Siliciumdioxid im Detektor zu verhindern.

## Sicherheitshinweise
Als FCKW ist es schädigend für die Ozonschicht und hat ein hohes Treibhauspotenzial. Bei Kontakt mit Flammen zersetzt sich der Stoff, wobei toxische Chlor- und Fluorverbindungen wie etwa Phosgen oder Fluorwasserstoff entstehen können.